# 東御市
東御市（日语：／ Tōmi shi */?）是日本長野縣東部的城市，千曲川流經市內並往東北邊流。市名來自於舊「東部町」的「東」與旧「北御牧村」的「御」兩字。

## 歷史

### 沿革
- 平成16年（2004年）4月1日－小縣郡東部町、北佐久郡北御牧村合併。東御市成立。成立時人口約32,150人（成立時旧東部町人口26422人戶數9124戶，旧北御牧村人口5728人，戶数1774戶）。

## 地理
- 山：烏帽子岳、湯之丸山、篭住登山、三方ヶ峰、大室山
- 河川：千曲川、西川、成澤川、鹿曲川、番屋川、求女川、金原川、三分川、笠石川、所澤川、大石澤川、平澤川、西澤川、櫻澤川

### 鄰接的自治体
- 長野縣
  - 上田市、小諸市、佐久市
  - 北佐久郡：立科町
- 群馬縣
  - 吾妻郡：嬬戀村

## 交通
境內有信濃鐵道的信濃鐵道線通過。

### 鐵道
。信濃鐵道線: 滋野站 - 田中站

### 道路
- 高速公路
  - 上信越自動車道
    - (9)東部湯の丸IC（東部湯の丸SA併設）
- 一般國道
  - 國道18號